# 沃尔肯
沃尔肯是德国莱茵兰-普法尔茨州的一个市镇。总面积2.86平方公里，总人口1077人，其中男性514人，女性563人（2011年12月31日），人口密度377人/平方公里。